# Tokessa
Tokessa ist ein weiblicher Vorname.
Herkunft und Bedeutung des Namens sind unbekannt. Für den Namen Tokessa ist derzeit kein Namenstag bekannt.
Nach Rodríguez ist er eine Neubildung und wurde tatsächlich erst durch die Schauspielerin Tokessa Martinius im deutschen Sprachraum bekannt.

## Bekannte Namensträgerinnen
- Tokessa Martinius, deutsche Schauspielerin